# Jacob van Walscapelle

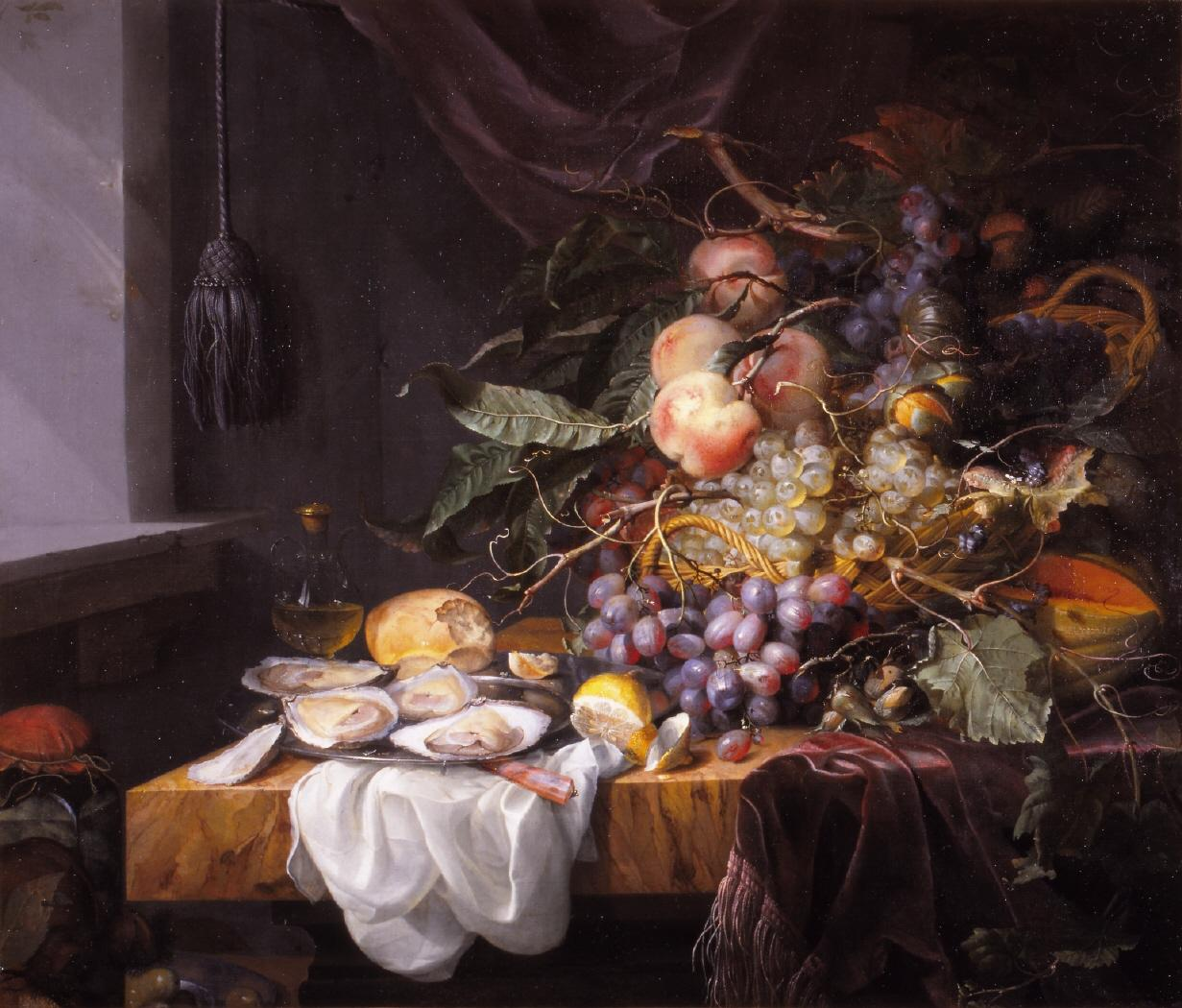
Bodegón con frutas y ostras, óleo sobre lienzo, 72,5 x 84,1 cm, Madrid, Museo Lázaro Galdiano.

Jacob van Walscapelle (Dordrecht, 1644 – Ámsterdam, 1727), fue un pintor barroco neerlandés especializado en bodegones y floreros.
Bautizado Jacobus Cruydenier, adoptó como otros miembros de su familia el sobrenombre de un bisabuelo. Su formación debió de comenzar en Dordrecht y, a juzgar por la pintura de una perspectiva arquitectónica inventariada en aquella ciudad en 1729, es posible que en sus inicios trabajase géneros diversos del bodegón. De 1664 a 1667 fue discípulo de Cornelis Kick en Ámsterdam donde permaneció hasta su muerte y podría haber desempeñado cargos municipales.
Especializado en bodegones de flores y frutas, inicialmente confundidos con los de su maestro, fue influido principalmente en los cuadros pintados a partir de 1670 por los llamados "bodegones de aparato" de Jan Davidsz de Heem tanto en su composición variada como en la utilización de frutas exóticas y otros alimentos costosos.